# Lazar Ristovski
Lazar "Laza" Ristovski (en alfabet ciríl·lic serbi: Лазар Ристовски, nascut el 26 d'octubre de 1952) és un actor, director, productor i escriptor jubilat serbi. Ha aparegut a l'escenari unes 4.000 vegades i ha protagonitzat més de 40 pel·lícules, sèries de televisió i drames de televisió, la majoria en papers principals. Va ser breument membre de l'Assemblea Nacional de Sèrbia des de l'1 d'agost de 2022 fins a la seva dimissió el 9 d'agost de 2022.

## Biografia
Va néixer el 26 d'octubre de 1952 al poble de Ravno Selo, part de Vrbas, República Socialista de Sèrbia, República Federal Socialista de Iugoslàvia (actual Sèrbia) , en una família de colons iugoslaus, el seu pare va néixer a Macedònia i era de Gugjakovo i la seva mare a Montenegro. Es va graduar a la Facultat d'Arts Dramàtiques de la Universitat de Belgrad com a actor.
El 1999 Belo odelo, una pel·lícula d'autor de Ristovski (director, escriptor, actor principal i productor) va ser al Festival de Cinema de Cannes al programa de la Setmana de la Crítica.

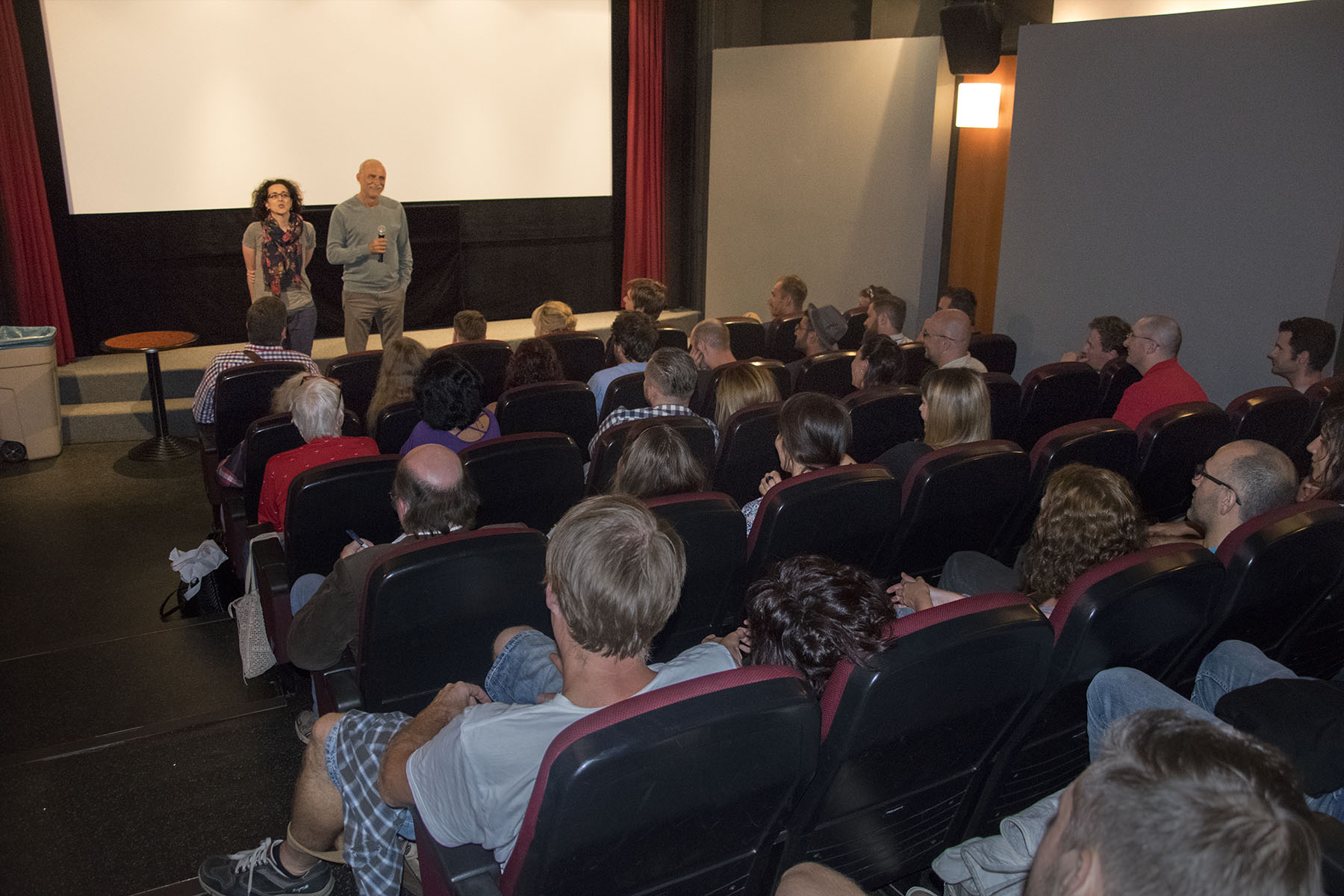
Lazar Ristovski presentant la pel·lícula Dnevnik mašinovođe al Festival de Cinema Independent de Praga el 2017

Lazar Ristovski és l'únic propietari de Zillion Film Company
El 2006, va fer una petita aparició a la pel·lícula de James Bond Casino Royale. Va interpretar a Caruso a la pel·lícula de 2004 König der Diebe. Va interpretar a Đorđe a la pel·lícula guardonada del 2009 Sveti Georgije ubiva aždahu.
Ristovski va aconseguir el seu "somni d'Hollywood" actuant a la pel·lícula independent Along the Roadside. Darrerament va interpretar al President electe i antic general de l'exèrcit rus Arkadi Fedorov a la pel·lícula de Pierce Brosnan The november man, que va sortir el 2014.
El 2016 va protagonitzar i va produir la pel·lícula Dnevnik mašinovođe que va ser l'entrada serbi per a l'Oscar a la millor pel·lícula de parla no anglesa als Premis Oscar de 2016. La pel·lícula va guanyar tres premis al Festival de Cinema Independent de Praga de 2017: el Gran Premi, el millor actor (Lazar Ristovski) i el millor llargmetratge.
Ristovski és l'organitzador del Ravno Selo Film Festival que es va celebrar per primera vegada el juny de 2017.
També és autor de quatre llibres; Belo odelo (El vestit blanc),, Kako sam dobio Oskara (Com vaig guanyar un Oscar), Jednostavne priče (Històries senzilles) i Ulična akademija (Acadèmia de darrer).

### Carrera política
Ristovski va aparèixer en la quarta posició a la llista electoral del Partit Progressista Serbi Junts ho podem fer tot a les eleccions generals sèrbies de 2022 com a candidat independent. Això equival a una elecció parcial, i ell va ser elegit quan la llista va obtenir una victòria de la pluralitat amb 120 de 250 escons. Va dir abans que l'assemblea es constituís que tenia previst dimitir el seu mandat, cosa que de fet va fer el 9 d'agost de 2022. Es va especular que s'havia considerat nomenar-lon ministre de cultura al Govern de Sèrbia; finalment, no va rebre el càrrec.

## Filmografia selecta
- Hajka (1977) – Ivan
- Kvar (1978) – psihijatar Savić
- Svetozar Marković (1980) – Svetozar Marković
- Igmanski marš (1983) – Josip Broz Tito
- Zadarski memento (1984) – Krševan Stipčević
- Jazol (1985) – Nikola
- Tako se kalio čelik (1988) – Leo
- Neka čudna zemlja (1988) – Putnik
- Granica (1990) – Topić
- Hajde da se volimo 3 (1990) – Miloje
- Original falsifikata (1991) – Pavle
- Tito i ja (1992) – Raja
- Vizantijsko plavo (1993) – Aranđel
- Underground (1995) – Crni (Blacky) /
- Do koske (1997) – Kovač
- Balkanska pravila (1997) – Matori
- Cabaret Balkan (1998) – Boxador que pren la pluja
- La seconda moglie (1998) – Fosco
- Zbogum na dvaesettiot vek! (1998) – Santa Claus
- Belo odelo (1999) – Savo / Vuko Tiodorović
- Boomerang (2001) – Bobi
- Mali svet (2003) – Stariji vodnik Ras
- König der Diebe (2004) – Caruso
- Pad u raj (2004) – Ljubiša Kundačina
- San zimske noći (2004) – Lazar
- Dobro uštimani mrtvaci (2005) – Ruždija Kučuk
- Krojačeva tajna (2006) – Pukovnik
- Sutra ujutru (2006) – Zdravko
- Optimisti (2006) – Profesor Gavrilo / Simon / Pokojni Ratomir / Gazda Pera / Aleksa Pantić
- Casino Royale (2006) – Kaminofsky
- S. O. S. – Spasite nase duše (2007) – Gvozden
- Sonetàula (2008) – Egidio Malune
- Sveti Georgije ubiva aždahu (2009) – Đorđe žandar
- Đavolja varoš (2009) – Rajko Zorić
- Medeni mesec (2009) – Verin stric
- Beli lavovi (2011) – Dile
- Svećenikova djeca (2013) – Biskup
- Along the Roadside (2013) – Milutin
- The november man (2014) – Arkady Federov
- Bićemo prvaci sveta (2015) – Josip Broz Tito
- Za kralja i otadžbinu (2015)
- S one strane (2016) – Žarko
- Dnevnik mašinovođe (2016) – Ilija
- Kraj Petar I (2018) – Rei Pere I
- Između dana i noći (2018)
- L'uomo che comprò la luna (2018)